# Число Кутателадзе
Число Кутателадзе (англ. Kutateladze number; нім. Kutateladze-Zahl f) — похідне число як міра сил гравітації, підіймальної сили і сил поверхневого натягу:
Ku = vc/vв
де vc — середня швидкість суміші, м/с; vв — відносна швидкість газу або перевищення лінійної швидкості газу над швидкістю суміші, м/с.
Інший спосіб обрахунку числа Кутателадзе:
{\displaystyle K=j{\sqrt {\frac {\sqrt {\rho }}{\sigma g\Delta \rho }}}}
де:
- j — приведена швидкість (м / с)
- ρ — густина (кг / м 3)
- σ — поверхневий натяг (Н / м)
- g — прискорення вільного падіння (м / сек2)